# Adoxia mediocris
Adoxia mediocris es un coleóptero de la familia Chrysomelidae. Fue descrita científicamente por primera vez en 1917 por Broun.